# Giải thưởng Điện ảnh Hồng Kông lần thứ 12
Giải thưởng Điện ảnh Hồng Kông lần thứ mười hai được tổ chức năm 1993 tại Hồng Kông.

## Danh sách các đề cử và giải thưởng
| Phim hay nhất                                                   | Phim hay nhất                              | Phim hay nhất |
| Phim                                                            | Tên tiếng Anh                              |               |
| --------------------------------------------------------------- | ------------------------------------------ | ------------- |
| Lung dân (籠民)                                                 | Cageman                                    |               |
| Hắc mân côi đối hắc mân côi 92 (92黑玫瑰對黑玫瑰)               | 92 Legendary La Rose Noire                 |               |
| Nguyễn Linh Ngọc (阮玲玉)                                       | Centre Stage                               |               |
| Võ trạng nguyên Tô Khất Nhi (武狀元蘇乞兒)                      | King of Beggars                            |               |
| Hoàng Phi Hồng 2: Nam nhi đương tự cường (黃飛鴻之二男兒當自強) | Once Upon a Time in China II               |               |
| Đạo diễn xuất sắc nhất                                          |                                            |               |
| Đạo diễn                                                        | Phim                                       |               |
| Trương Chi Lượng                                                | Lung dân                                   |               |
| Từ Khắc                                                         | Hoàng Phi Hồng 2: Nam nhi đương tự cường   |               |
| Trần Thiện Chi                                                  | Hắc mân côi đối hắc mân côi 92             |               |
| Trần Gia Thượng                                                 | Võ trạng nguyên Tô Khất Nhi                |               |
| Quan Cẩm Bằng                                                   | Nguyễn Linh Ngọc                           |               |
| Kịch bản hay nhất                                               |                                            |               |
| Biên kịch                                                       | Phim                                       |               |
| Trương Chi Lượng Hoàng Nhân Quỳ Ngô Thương Châu                 | Lung dân                                   |               |
| Khâu Đới An Bình                                                | Nguyễn Linh Ngọc                           |               |
| Thiệu Lệ Quỳnh                                                  | Thẩm tử quan                               |               |
| Kỹ An                                                           | Hắc mân côi đối hắc mân côi 92             |               |
| Trần Kiện Trung                                                 | Võ trạng nguyên Tô Khất Nhi                |               |
| Nam diễn viên chính xuất sắc nhất                               |                                            |               |
| Diễn viên                                                       | Phim                                       |               |
| Lương Gia Huy                                                   | Hắc mân côi đối hắc mân côi 92             |               |
| Lương Gia Huy                                                   | Kỳ vương                                   |               |
| Thành Long                                                      | Câu chuyện cảnh sát 3: Cảnh sát siêu cấp   |               |
| Hướng Hoa Cường                                                 | Lam giang truyện chi phản phi tổ phong vân |               |
| Châu Tinh Trì                                                   | Thẩm tử quan                               |               |
| Nữ diễn viên chính xuất sắc nhất                                |                                            |               |
| Diễn viên                                                       | Phim                                       |               |
| Trương Mạn Ngọc                                                 | Nguyễn Linh Ngọc                           |               |
| Trương Mạn Ngọc                                                 | Tân Long Môn Khách sạn                     |               |
| Khâu Thục Trinh                                                 | Xích lỏa cao dương                         |               |
| Lâm Thanh Hà                                                    | Tiếu ngạo giang hồ 2: Đông Phương Bất Bại  |               |
| Mai Diễm Phương                                                 | Thẩm tử quan                               |               |
| Nam diễn viên phụ xuất sắc nhất                                 |                                            |               |
| Diễn viên                                                       | Phim                                       |               |
| Liêu Khải Trí                                                   | Lung dân                                   |               |
| Ngô Trấn Vũ                                                     | Tuyệt đại song kiêu                        |               |
| Lương Triều Vỹ                                                  | Lạt thủ thần thám                          |               |
| Huỳnh Thu Sinh                                                  | Ngã ái nữu văn sài                         |               |
| Chân Tử Đan                                                     | Hoàng Phi Hồng 2: Nam nhi đương tự cường   |               |
| Nữ diễn viên phụ xuất sắc nhất                                  |                                            |               |
| Diễn viên                                                       | Phim                                       |               |
| Mao Thuấn Quân                                                  | Hắc mân côi đối hắc mân côi 92             |               |
| Mao Thuấn Quân                                                  | Ngã ái nữu văn sài                         |               |
| Hoàng Vận Thi                                                   | Hắc mân côi đối hắc mân côi 92             |               |
| Phùng Bảo Bảo                                                   | Hắc mân côi đối hắc mân côi 92             |               |
| Diệp Đức Nhàn                                                   | Học trường Uy Long 2                       |               |
| Diễn viên mới xuất sắc nhất                                     |                                            |               |
| Diễn viên                                                       | Phim                                       |               |
| Viên Vịnh Nghi                                                  | Á phi dữ á cơ                              |               |
| Cổ Minh Hoa                                                     | Vượng giác á trường                        |               |
| Chu Nhân                                                        | Học trường Uy Long 2                       |               |
| Trịnh Tú Văn                                                    | Phi hổ tinh anh chi nhân gian hữu tình     |               |
| Hùng Hân Hân                                                    | Hoàng Phi Hồng 2: Nam nhi đương tự cường   |               |